# 徐家庄乡
徐家庄乡，是中华人民共和国河北省衡水市冀州区下辖的一个乡镇级行政单位。

## 行政区划
徐家庄乡下辖以下地区：
徐家庄村、冯家庄村、狄家庄村、庄子头村、夏家庄村、北褚宜村、南褚宜村、傅水店村、四寨子村、西张庄村、北陈庄村、王家庄村、西李庄村、董家庄村、东千家庄村、松篱村、西豆村、宋家庄村、大豆村、淄村、杨家寨村、大漳村、东午村、东野庄头村、新庄村、北榆林村、西午村和堤里王村。